# Goodenia glareicola
Goodenia glareicola är en tvåhjärtbladig växtart som beskrevs av R. Carolin. Goodenia glareicola ingår i släktet Goodenia och familjen Goodeniaceae. Inga underarter finns listade i Catalogue of Life.